# Ryan Donk
Ryan Donk (ur. 30 marca 1986 w Amsterdamie) – piłkarz holenderski surinamskiego pochodzenia grający na pozycji środkowego pomocnika defensywnego w tureckim klubie Galatasaray SK.

## Kariera klubowa

### Wczesne lata
Donk jest wychowankiem klubu Zeeburgia z Amsterdamu. Następnie trafił do RKC Waalwijk. Karierę rozpoczynał w juniorach tego klubu, a w 2005 roku został przesunięty do pierwszego zespołu. W Eredivisie zadebiutował 24 lutego 2006 w zremisowanym 0:0 meczu z FC Twente. W całym sezonie zagrał 5 razy i zajął z RKC 12. miejsce w lidze.

### AZ Alkmaar
Latem 2006 trener AZ Alkmaar Louis van Gaal ściągnął do Donka swojego klubu. Zawodnik kosztował 3 miliony euro. W klubie z Alkmaaru zadebiutował 24 września w wygranym 2:0 meczu z Rodą JC Kerkrade. Z AZ występował w Pucharze UEFA, a w lidze zajął 3. pozycję. Najczęściej pełnił rolę zmiennika bocznych obrońców z pierwszej jedenastki, Kewa Jaliensa, czy Tima de Clera.

### West Bromwich Albion
We wrześniu 2008 roku został wypożyczony do West Bromwich Albion. Do czerwca 2009 roku w tym zespole rozegrał 16 ligowych spotkań.

### Club Brugge
W letnim okienku transferowym przeszedł natomiast do Club Brugge. W barwach belgijskiej drużyny wystąpił w czterech edycjach Lidze Europy, brał też udział w eliminacjach Lidze Mistrzów. Został też wicemistrzem kraju (w sezonie 2011/2012), dwukrotnie był też na trzecim miejscu w lidze.

### Kasımpaşa
8 czerwca 2013 roku podpisał trzyletni kontrakt z Kasımpaşą.

### Galatasaray Sk
5 stycznia 2016 roku Donk przeszedł do Galatasaray SK za 2,5 miliona euro.

## Kariera reprezentacyjna
W 2019 został powołany do reprezentacji Surinamu. Grał również w młodzieżowej reprezentacji Holandii.

## Statystyki kariery piłkarskiej
| Sezon   | Klub                 | Kraj      | Rozgrywki                  | Mecze | Bramki |
| ------- | -------------------- | --------- | -------------------------- | ----- | ------ |
| 2005/06 | RKC Waalwijk         | Holandia  | Eredivisie                 | 5     | 0      |
| 2006/07 | RKC Waalwijk         | Holandia  | Eredivisie                 | 2     | 0      |
| 2006/07 | AZ Alkmaar           | Holandia  | Eredivisie                 | 18    | 0      |
| 2007/08 | AZ Alkmaar           | Holandia  | Eredivisie                 | 24    | 1      |
| 2008/09 | West Bromwich Albion | Anglia    | Premiership                | 16    | 0      |
| 2009/10 | Club Brugge          | Belgia    | Eerste klasse              | 23    | 2      |
| 2010/11 | Club Brugge          | Belgia    | Eerste klasse              | 36    | 0      |
| 2011/12 | Club Brugge          | Belgia    | Eerste klasse              | 39    | 4      |
| 2012/13 | Club Brugge          | Belgia    | Eerste klasse              | 32    | 4      |
| 2013/14 | Kasımpaşa            | Turcja    | Süper Lig                  | 27    | 5      |
| 2014/15 | Kasımpaşa            | Turcja    | Süper Lig                  | 32    | 4      |
| 2015/16 | Kasımpaşa            | Turcja    | Süper Lig                  | 16    | 2      |
| 2015/16 | Galatasaray SK       | Turcja    | Süper Lig                  | 14    | 0      |
| 2016/17 | Real Betis           | Hiszpania | Primera División           | 15    | 0      |
|         |                      |           | Łącznie w Eredivisie       | 49    | 1      |
|         |                      |           | Łącznie w Premier League   | 16    | 0      |
|         |                      |           | Łącznie w Eerste klasse    | 130   | 12     |
|         |                      |           | Łącznie w Süper Lig        | 89    | 11     |
|         |                      |           | Łącznie w Primera División | 15    | 0      |